# 玉卿嫂
《玉卿嫂》是白先勇早期作品，是一部中篇小說，也是白先勇早期小说中最长的。1960年刊於《現代文學》第一期。至今已拍攝成多部電影，是為膾炙人口的戲劇。但文筆仍不夠成熟，欧阳子觉得《玉卿嫂》结构“比较松散……好像作者有太多话要说，有点控制不了自己似的”。據白先勇所述，玉卿嫂的原形是他姐姐的一位褓姆。小說于1984年被改編成電影，1997年改編成電視劇，台視播出，由徐貴櫻飾演玉卿嫂。

## 故事概要
玉卿嫂是抗战时期旧式社会里的孤孀，被娘家趕了出來，在男主角容哥兒家裡幫傭。透過容哥兒第一人稱的敘述，表達玉卿嫂對愛情專一，不跟別的男人亂來，死心塌地爱上了比她年轻不少的庆生。
容哥兒喜歡玉卿嫂，也連帶對玉卿嫂的乾弟弟慶生有好感。因為常常去找慶生玩，藉此觀察到玉卿嫂和慶生之間的相處模式。
由於容哥兒的貪玩，使得故事起了悲劇性的結局，他带著庆生去看戏，讓慶生認識了金燕飞這位旦角。目睹慶生和金燕飛在一起，震驚的容哥兒自告奮勇的拉玉卿嫂去目睹庆生和金燕飛幽会的情形，讓玉卿嫂有了玉石俱焚的念頭。
庆生患有肺病，一直被玉卿嫂贴钱养着，但当玉卿嫂发觉她抓不住慶生的心时，把他杀死，再結束掉自己的生命。

## 註腳
1. ↑  “不知怎的玉卿嫂一径想狠狠地管住庆生，好像恨不得拿条绳子把他拴在她裤腰带上，一举一动，她总要牢牢地盯着，……我本来一向觉得玉卿嫂的眼睛很俏的，但是当她盯着庆生看时，闪光闪得好厉害，嘴巴闭得紧紧的，却有点怕人了”